# Buddleja ramboi
Buddleja ramboi är en flenörtsväxtart som beskrevs av L. B. Smith. Buddleja ramboi ingår i släktet buddlejor, och familjen flenörtsväxter. Inga underarter finns listade i Catalogue of Life.